# Бырлад (река)
Бырлад (рум. Râul Bârlad), Берлад (Berlad) — река в Румынии, левый приток Сирета.
Бырлад берёт начало несколькими небольшими речками в западной части плато Бырлад и течёт преимущественно в пределах Молдовской возвышенности. На 1907 год, начиная с города Берлад была судоходна.
Для Бырлада характерны весеннее половодье, низкий летний сток, вплоть до пересыхания реки. Бырлад используется для орошения; здесь работают мельничные установки. На реке стоят такие города, как Васлуй, Бырлад, Текуч.